# 市川みか
市川 みか（いちかわ みか、9月13日 - ）は、日本のタレント。神奈川県出身。元アヴィラ（旧・アバンギャルド）所属。徳川家末裔の現役保母ドルとして活動している。愛称は、みかりん。

## 略歴
- 徳川家末裔の現役保母ドルとして活動[2]。
- 幼稚園教諭第一種免許、保育士資格、ベビーシッター資格、ベビーマッサージ資格、チャイルドマインダー資格、乳児&幼児心理学アドバイザー資格を所持しており、芸能活動をしながら保育業を行う[2]。
- 大学生の時に当時の事務所社長にスカウトされる[2]。
- 2011年11月から、サンケイスポーツがプロデュースする『サンスポアイドルリポーター SIR20』1期候補生、teamSとして活動[4]。
- 2013年8月から11月まで行われた『MISS WALLOP 2013』サバイバルオーディションへ参加し、ミスWALLOP2013ファイナリストとなる。
- 2014年4月から『ワッチミーナ2015』候補生として活動する。
- 2015年5月より夕刊フジにて連載コラム『現役保母ドル市川みかの保育日和』をスタート（現在は終了）[5]。
- 2019年1月に、SIRメンバーのOBとしてZeppTokyoのライブステージに立つ。
- 現在キャンペンガールなどの活動をしている。

## 人物
- 趣味は音楽[2]、旅行[1][2]、ドライブ[1][2]、スノーボード[2]、カラオケ。
- スキューバダイビングライセンスやスキー検定や運転免許を所持していてアクティブである[6]。
- 度々ボランティア活動をしており、東日本大震災や西日本豪雨の際に現地へ出向いている。被災地へ年に一度は訪問している。
- レバ刺し、馬刺し、白子、あん肝、ウニ、生しらすなどの生モノを好み、その中でもレバ刺しが世界で一番大好きな食べ物である[2]。
- 好きなお菓子は綿菓子とPEZとラムネ[2]。
- 好きな動物はウサギと犬。過去にウサギと犬を飼っていたことがある。
- 好きな映画は「WEST SIDE STORY」[2]。
- 好きな言葉はは「我が生涯一片の悔いなし」、「ケセラセラ」、「一時が万事」。
- 好きな車はFIAT PANDA、PaO、Volkswagen BUS、Beetle、PT.Cruiser。
- 好きなバイクはVespa、GIORNO、Monkey。過去にGIORNOに乗っていたことがあり、車もバイクもレトロ風な車種を好む。
- 母親が関西人で、その実家が尾張徳川家の所縁ある寺である。
- 父親は会社社長で、その親戚も航空会社や大手企業の重役である。
- 名門女子校出身のお嬢様。
- ラーメン屋に度々通うこともあり、一番のお気に入りは一蘭のラーメンだと言っている。

## 逸話
- 学生時代、中学2年生から5年間、部活は英語部に入っていた。中学1年生の時はバドミントン部である。[7]
- 旅行が好きで、国内旅行では全47都道府県の訪問を完了している。海外旅行においては、マレーシア、シンガポール、ハワイ(オアフ島やマウイ島)、グアム、バリ、韓国、ニューヨーク、ワシントン、イタリア全都市、シチリア島、上海、ベトナム、香港、台湾、プーケットに訪れている。ベビーシッターとしても数回海外へ行っている。

## 交友関係
- 吉田ユウ[8]、大田明奈[9]、佐藤ゆりな[10]、里久鳴祐果、星野明日香、山口愛実、いちご姫、森崎まみ、水樹たま、浜田翔子などと親交がある。

## 主な活動

### ステージモデル
- 2007年11月 東京モーターショー JAF
- 2008年5月 SIS東京スペシャルインポートカーショー
- 2009年1月 東京オートサロン H-STYLE
- 2010年9月 東京ゲームショウ
- 2011年1月 東京オートサロン ドリームクラブZERO
- 2011年12月 東京モーターショー
- 2013年12月 コミックマーケット83 平和アプリDX　戦国乙女『ヒデヨシ役』
- 2013年1月 東京オートサロン DIXCEL
- 2013年8月 コミックマーケット84 平和アプリDX 戦国乙女『ヒデヨシ役』
- 2013年9月 東京ゲームショウ 芸者エンターテイメント
- 2013年11月 東京モーターショー TESLA
- 2013年12月 コミックマーケット85 平和アプリDX 戦国乙女『ヒデヨシ役』
- 2014年1月 東京オートサロン カーグッズフォーカス
- 2014年8月 コミックマーケット86 日本文芸社
- 2014年9月 東京ゲームショウ KONGZHONG
- 2014年12月 コミックマーケット87 サーカス
- 2015年8月 キャラホビ2015 C3×HOBBY SEGA
- 2015年9月 東京ゲームショウ パオンディーピー
- 2015年12月 コミックマーケット89 キュイン萌ーる 戦国乙女『ヒデヨシ役』
- 2016年8月 コミックマーケット90 フラワーナイトガール
- 2017年1月 東京オートサロン MODELLISTA
- 2017年3月 AnimeJapn2017 博報堂DYミュージック＆ピクチャーズ
- 2017年5月 ニコニコ超会議2017 超タカラトミー
- 2017年8月 コミックマーケット92 Up-Ｔ
- 2017年9月 東京ゲームショウ 6waves『望月千代女役』
- 2017年12月 コミックマーケット93 Up-T
- 2018年4月 ニコニコ超会議2018 Up-T イベントメインMC

### イベント
- ドリームクラブチャリティーイベント（2011年）[11]
- JAPANISM CUSTOM BIKERS（2011年5月29日）
- パチンコ＆パチスロフェスタ2014（2014年4月26日）
- 戦国乙女ファン大感謝祭（2016年10月23日）

### レースクイーン
- アックスレーシングプロジェクトチーム（2007年8月）
- ウィズミーレーシングチーム『筑波2000走行会』（2010年）
- JAPAN LOTUS DAY 2012（2012年10月）

### その他
- でちゃう!ガールズ
- 「SHOOTBOXING 無双～MU-SO～其の四」ラウンドガール（2007年9月30日）
- ROCKSTAR GIRL
- PeaS☆GIRL
- チェリオガール（2013年8月～2014年9月）
- 「GLADIATOR61武士道」ラウンドガール（2013年9月20日）
- 「キャプテン渡辺の競馬生解説！」アシスタントMC（2014年11月16日、2015年3月8日）
- 「BOATRACE PRESENTS ROKU音NIGHT」ROKU音ガール（2015年）
- 全日本学生キックボクシング選手権大会 ラウンドガール（2016年11月26日）
- オリンパスプラザ東京 カメラグランプリ2017 3冠受賞記念イベント 被写体モデル（2017年6月25日）
- flesh!スペシャル大撮影会 イベントMC（2018年5月20日）

## 出演

### テレビ番組
- ULF-TV（テレビ神奈川）
- エブナイ（フジテレビ、2000年10月 - 2001年3月）
- メッチャE!（千葉テレビ、2001年1月 - 2002年9月）
- 大人の自由時間（BS11、2008年1月24日）
- 志村&鶴瓶のあぶない交遊録（テレビ朝日、2009年1月2日）
- ガキの使いやあらへんで!（日本テレビ）
- 愛しのメロンパン#44（テレ朝チャンネル、2011年8月20日）
- 空から日本を見てみよう（テレビ東京、2011年8月25日、9月1日）
- 中居正広の怪しい噂の集まる図書館（テレビ朝日、2012年10月18日）
- 教科書にのせたい!（2012年1月10日、TBS系）
- からの～!（フジテレビ、2012年2月2日）
- 出没!アド街ック天国（テレビ東京、2013年8月17日）
- お願い!ランキング（テレビ朝日、2013年7月23日、2013年9月3日）
- ワッチミーTV×TV（2014年4月）
- タモリ倶楽部（テレビ朝日、2015年4月10日）
- 月刊MSAドコかde談話 第40話（日テレ系TBS、2017年3月28日）

### 映画
- スイート・ムーンライト『天旋地戀』台湾映画（1999年）
- トミカヒーローレスキューフォース 爆裂MOVIE『マッハトレインをレスキューせよ!』（2008年）

### CM出演
- Xbox SKE48編（2011年）
- 速達生（2013年、東海地区）
- いろはす（2013年）
- 富士通ゼネラル（2013年 - 2014年）

### 舞台
- なすびプロデュース｛橘さん家卓状台1｝｛橘さん家卓状台2｝
- シャカ大熊の作演｛或る小屋の出来事｝（2011年7月）

### ラジオ
- HONDAストリート GAG-N'ゴー（文化放送、2002年）
- 手賀沼ジュンのウナンサッタリパンツ (NACK5、2018年4月14日)

### インターネット放送
- ニコジョッキー「キックのサイキックチャンネル」（ニコニコ生放送、2013年5月7日）
- 3outのおおあんごう（東京インターネット放送局、2013年、6月13日）
- さがねソース（ニコニコ生放送、2013年、9月20日）
- カワイク美味しくかぶりつこう！ジャイアントコーン「かぶりつき女王決定戦！」（ニコニコ生放送、2013年、10月8日）
- 水着でクッキング（マイスマTV、2013年、10月28日）
- 代々木グラビアアイドル学園DX#66（ニコニコ生放送、6月6日）
- マシェバラ競馬バラエティ「ウマバラ！」（2014年6月28日、8月23日、9月20日、11月22日）

## DVD
- 「KinderGarten」（2006年11月22日、ジーオーティー）
- 「ヒロインプロレスシリーズ スーパーヒロイン烈伝 Vol.1 ホワイトフォーミュラ」（2009年7月3日、アットピュア）
- 「競泳水着デジタルカタログ8」（2009年、日本メディアサプライ）
- 「挑発的なまなざし」（2010年1月25日、ケイネットワーク）
- 「ペットマニア」（2010年9月30日、BNS）
- 「VIRTUALNIGHT」（2011年1月21日、トリプルM）

## 掲載雑誌
- 日刊ゲンダイ
- 軽キャンパーfan
- ミュージックフリークマガジン
- 東京一週間
- Kspera
- HotDogPRESS
- ChouChou
- YokohamaWalker
- ビッグコミックスピリッツ
- 週刊ヤングジャンプ
- Audition
- Dr.ピカソ
- ヤングマガジン
- スコラ
- JuicyPRESS
- Bejean
- まぁるまん
- 女性セブン
- UPtoboy
- BE☆WITHCOLLECTION
- ホリデーオート
- VIP STYLE
- 史上初10倍DVDパチンコ最強10機種これで勝てる
- 女性自身
- BLACKBOX
- 週刊実話
- GALSPARADISE
- 日経TRENDY
- じゃらん
- バイキチ
- CUSTOM BURNING
- TokyoWalker
- LOWRIDAZ＆NEW STYLE
- 週間スパ
- 秋Walker2017
- 月刊アプリスタイル12月号

### 写真集
- 全国女子高生原色制服図鑑〈5〉セーラー服編（2003年10月、竹書房、撮影:磯野祐次）ISBN 978-4812413531
- 全国女子高生原色制服図鑑〈8〉ブレザー編（2004年7月、竹書房、撮影:篠原潔）ISBN 978-4812417317

### その他
- トレカ（アバンギャルド2005）